# Roztwór saletrzano-mocznikowy
Roztwór saletrzano-mocznikowy – w skrócie RSM – wysoko skoncentrowany nawóz azotowy w formie wodnego roztworu saletrzano-mocznikowego przeznaczonego do przedsiewnego i w ograniczonym zakresie, pogłównego nawożenia roślin uprawnych i trwałych użytków zielonych. Wszystkie roztwory zawierają dodatek przeciwkorozyjny nieszkodliwy dla środowiska i otoczenia. RSM zawiera, zależnie od wersji - 32%, 30% lub 28% azotu w formie amidowej, azotanowej i amonowej, przystosowanych do różnych temperatur składowania i transportu.

## Stosowanie
RSM może być stosowany na wszystkie rodzaje gleb do przedsiewnego i pogłównego nawożenia zbóż, rzepaku, ziemniaka, buraka, kukurydzy, użytków zielonych oraz upraw warzywniczych i sadowniczych. RSM można łączyć z innymi agrochemikaliami, jak mikroelementy, fungicydy, zoocydy, regulatory wzrostu, o ile ich instrukcje stosowania nie zawierają przeciwwskazań i przewidują stosowanie w formie oprysku grubokroplistego.
Zaleca się aplikowanie RSM za pomocą wylewu (węże i rury rozlewowe) lub oprysku grubokroplistego. Temperatura krystalizacji roztworu zależy od jego stężenia i wynosi -17 °C przy zawartości 28% azotu, -9 °C – 30% i 0 °C – 32%. RSM nie należy mieszać z innymi nawozami i środkami ochrony roślin stosowanymi techniką oprysku drobnokroplistego.

### Zalety
Głównymi zaletami RSM, w porównaniu z nawozami azotowymi sypkimi, są:
- mniejsza pracochłonność stosowania,
- duża szybkość działania (dzięki formie płynnej składniki są szybciej absorbowane przez rośliny),
- długotrwałość działania,
- precyzja i równomierność dawki,
- wysoka skuteczność w okresach niedoborów wilgoci w glebie,
- niższa cena.

### Wady
Różnicą pomiędzy stosowaniem RSM a sypkimi nawozami azotowymi jest konieczność posiadania opryskiwacza, przystosowanego do rozlewu RSM i wyposażonego w rozpylacze wielootworowe lub wachlarzowe wytwarzające duże krople.

## Produkcja
Aktualnie w Polsce RSM jest produkowany tylko przez Grupę Azoty Zakłady Azotowe "Puławy" S.A. Jednak w najbliższych latach produkcję mają rozpocząć, wchodzące w skład Grupy Azoty Zakłady Azotowe "Kędzierzyn" S.A.. Puławskie przedsiębiorstwo jest jednym z ważniejszych producentów RSM na świecie, posiadając moce wytwórcze na poziomie 1 mln t/r. 
RSM jest również wytwarzany m.in. w Stanach Zjednoczonych, Trynidadzie i Tobago, Kanadzie, Australii, Rosji, Argentynie i Egipcie. 

## RSMS
RSMS to roztwór saletrzano-mocznikowy wzbogacony o siarkę. Jest to pierwiastek ułatwiający przyswajanie azotu pochodzącego z nawozu, a jednocześnie rzadko występujący w wystarczającej ilości w glebie (tylko 4% gleb na terenie Polski ma bardzo wysoką zawartość siarki). Dzięki formie siarczanowej, siarka zawarta w RSMS jest łatwo przyswajalna. Stosuje się go wyłącznie doglebowo.

### Zastosowanie
- stosowanie techniką oprysku grubokroplistego lub techniką rozlewu,
- oprysk wykonywać na zdrowe i suche rośliny,
- najlepiej stosować w dni pochmurne na rośliny osuszone z deszczu lub rosy,
- opryskiwane rośliny powinny być nieuszkodzone, w dobrej kondycji zdrowotnej.

### Zalety
- doskonałe dla roślin o dużym zapotrzebowaniu na siarkę,
- wyjątkowo przydatne na glebach o niskiej zawartości siarki,
- siarka zawarta w nawozie zwiększa pobieranie i wykorzystywanie przez rośliny azotu zawartego w nawozie.